# Очна хирургия
Очна хирургия е съвкупност от операции и оперативни техники за лечение на човешкото око, извършвани от специалист-офталмолог. Най-често такава операция се извършва за премахване на катаракта. Не редки са случаите на LASIK операция за коригиране на късогледство, далекогледство или астигматизъм.